# Evangelische Kirche (Gonterskirchen)

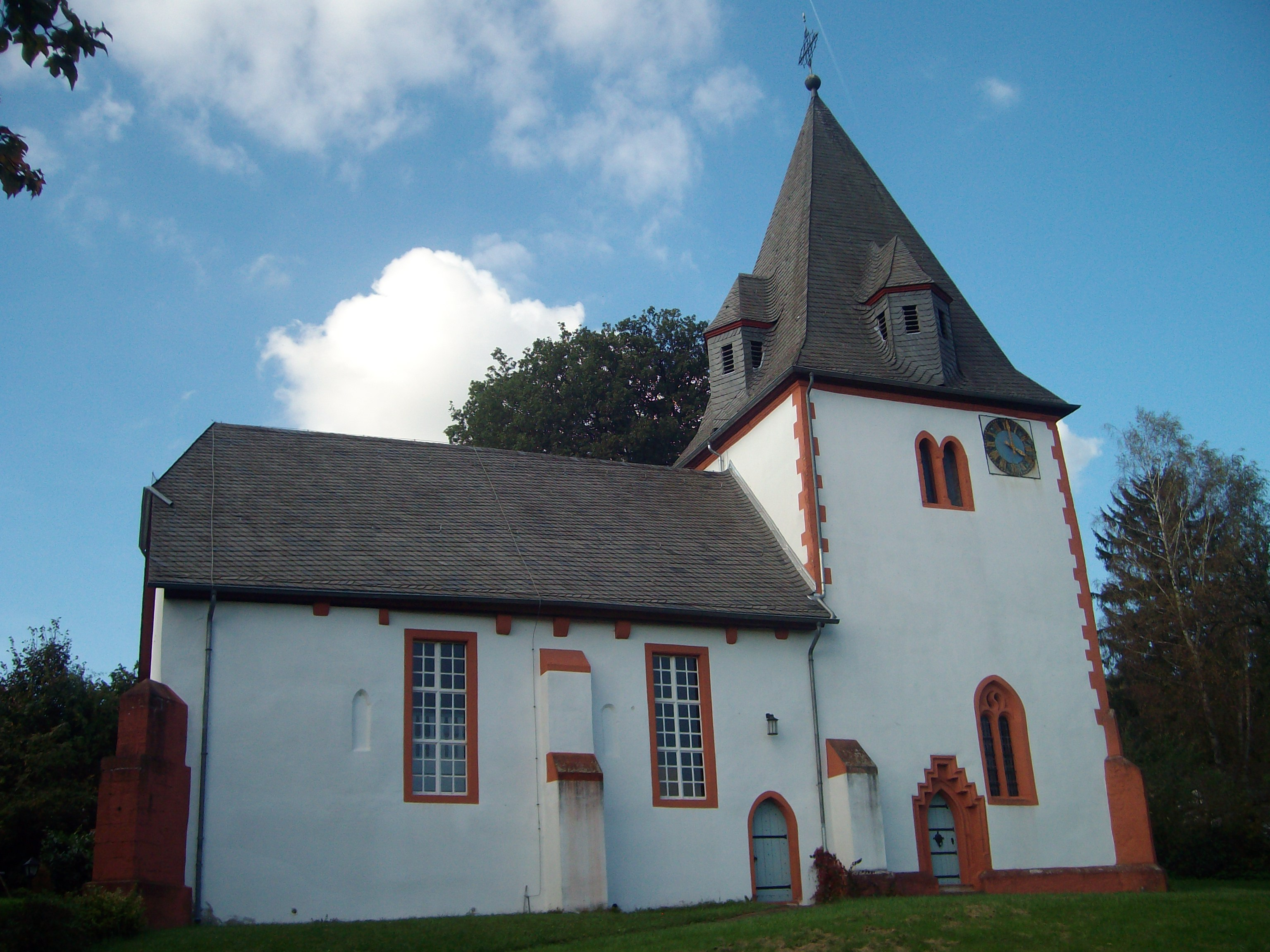
Südseite der Kirche

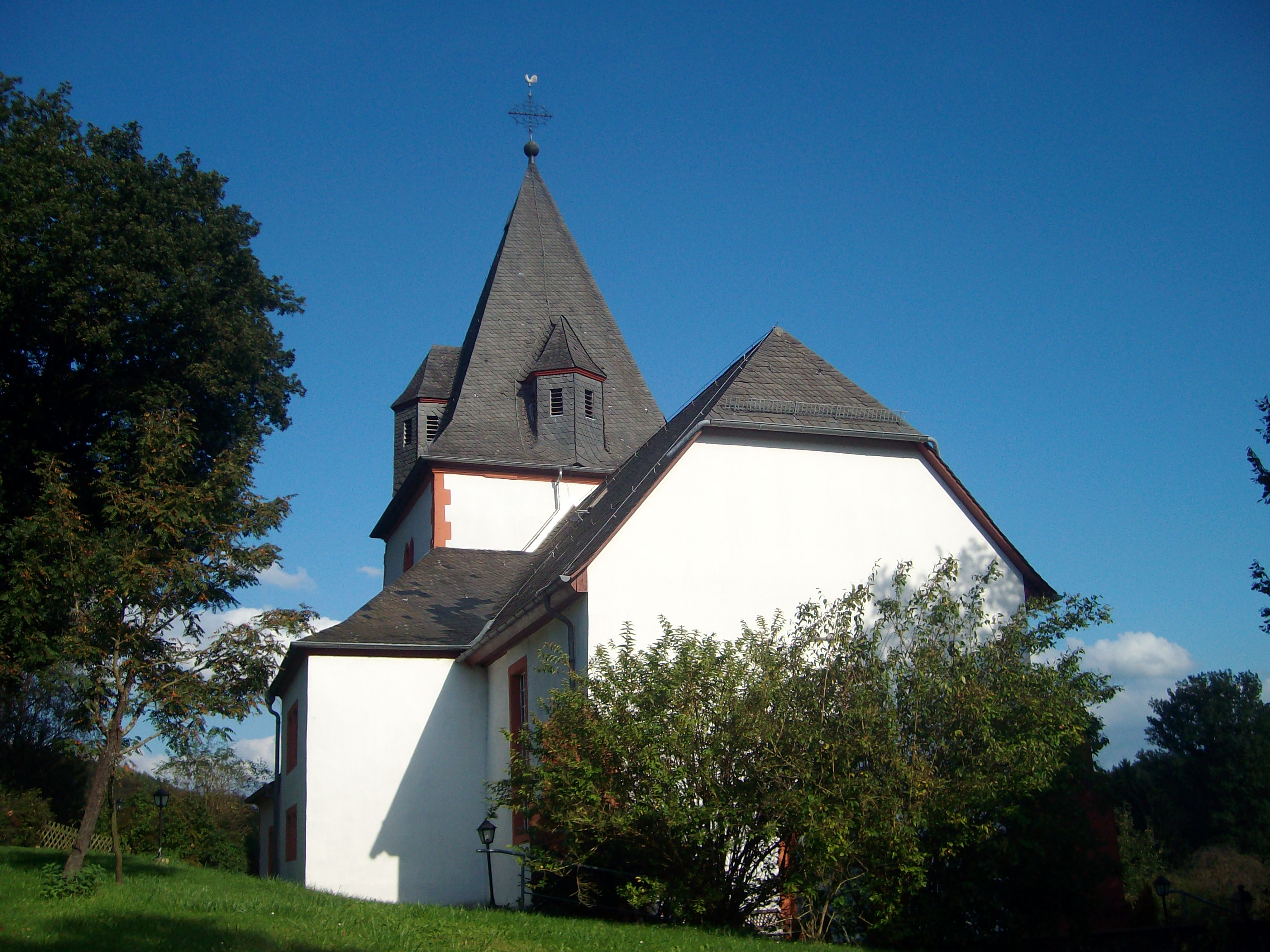
Kirche von Westen

Die Evangelische Kirche in Gonterskirchen, einem Stadtteil von Laubach im Landkreis Gießen (Hessen), ist eine im Kern frühgotische Saalkirche aus dem 13. Jahrhundert. Das hessische Kulturdenkmal mit wuchtigem Chorturm prägt das Ortsbild.

## Geschichte
Die Wehrkirche entstand zwischen 1250 und 1270 unter dem Einfluss der Bauhütte von Kloster Arnsburg. Im Jahr 1306 wird ein Vikar erwähnt, was auf die Existenz der Kirche hinweist. Die Kirche war ursprünglich eine Filiale von Laubach und wurde 1366 zur Pfarrei erhoben, blieb aber wohl Tochtergemeinde von Laubach. Im 15. Jahrhundert gehörte Gonterskirchen kirchlich zum Archidiakonat St. Johann in der Erzdiözese Mainz im Sendbezirk Laubach. Mit der Einführung der Reformation wechselte die Kirchengemeinde zum evangelischen Bekenntnis. Als erster lutherischer Pfarrer wirkte hier Heinrich Bein von 1529 bis 1581.
Zu Beginn des 17. Jahrhunderts wurden das Steingewölbe des mittelalterlichen Langschiffs entfernt und die Mauern erhöht, um Emporen einzubauen. Die Rund- und Spitzbogenfenster der Kirche und der Durchgang vom Chor zur Sakristei wurden vermauert und stattdessen eine Osttür ausgebrochen. Die Sakristei diente für einige Zeit als Zwetschgendarre. 1769/1770 und 1783/1784 folgten umfangreiche Arbeiten am Turmdach sowie 1813/1814 und 1823 am Kirchendach. Als die Kirche 1860 renovierungsbedürftig war, hatte die Gemeinde kein Geld. Der Pfarrer verzichtete auf den Neubau seines baufälligen Schweinestalls, sodass das Geld für die Renovierung verwendet werden konnte. Als die Südwand des Langhauses einen Riss bekam, wurden die Kirche im Jahr 1879 durch zwei Strebepfeiler abgestützt, der vermauerte Chordurchgang wieder freigelegt, das Dach der Sakristei erneuert und diese wieder ihrem eigentlichen Verwendungszweck zugeführt.
Die Gemeinde ließ 1908 einen Kirchenofen einbauen und die beiden undichten Kirchentüren ersetzen. 1930 entstand der nördliche Zubau westlich der Sakristei, der 70 weiteren Besuchern Platz bot. Die statisch schadhafte Südwand des Schiffs wurde neu aufgeführt und das Kirchendach erneuert. In diesem Zuge wurde eine Innenrestaurierung durchgeführt und eine Warmluftheizung eingebaut. Aufgrund von Schwammbefall wurden 1935 neues Kirchengestühl für die Frauen angeschafft, der Holzboden aus der Sakristei entfernt und das Sakristeidach neu verschiefert. Das abgängige Turmkreuz von 1770 wurde samt Wetterhahn aus Kupferblech erneuert. 1963 folgte der Einbau einer Warmluft-Ölheizung, 1965 eine Außenrestaurierung und 1968 eine Innenrestaurierung. Nachdem 1979 die Dächer von Turm und Schiff abgebrannt waren, wurden sie in der alten Form, aber um  einen Meter niedriger wiedererrichtet. Die zerstörten Glocken wurden erneuert und eine zersprungene Glocke als Mahnung vor das südliche Turmportal gestellt.
Seit 1809 ist die evangelische Kirchengemeinde Gonterskirchen mit Einartshausen (seit 1972 Stadtteil von Schotten) pfarramtlich verbunden. Mit ihren etwa 550 Mitgliedern gehört sie seit 2017 zum Dekanat Grünberg in der Propstei Oberhessen der Evangelischen Kirche in Hessen und Nassau.

## Architektur

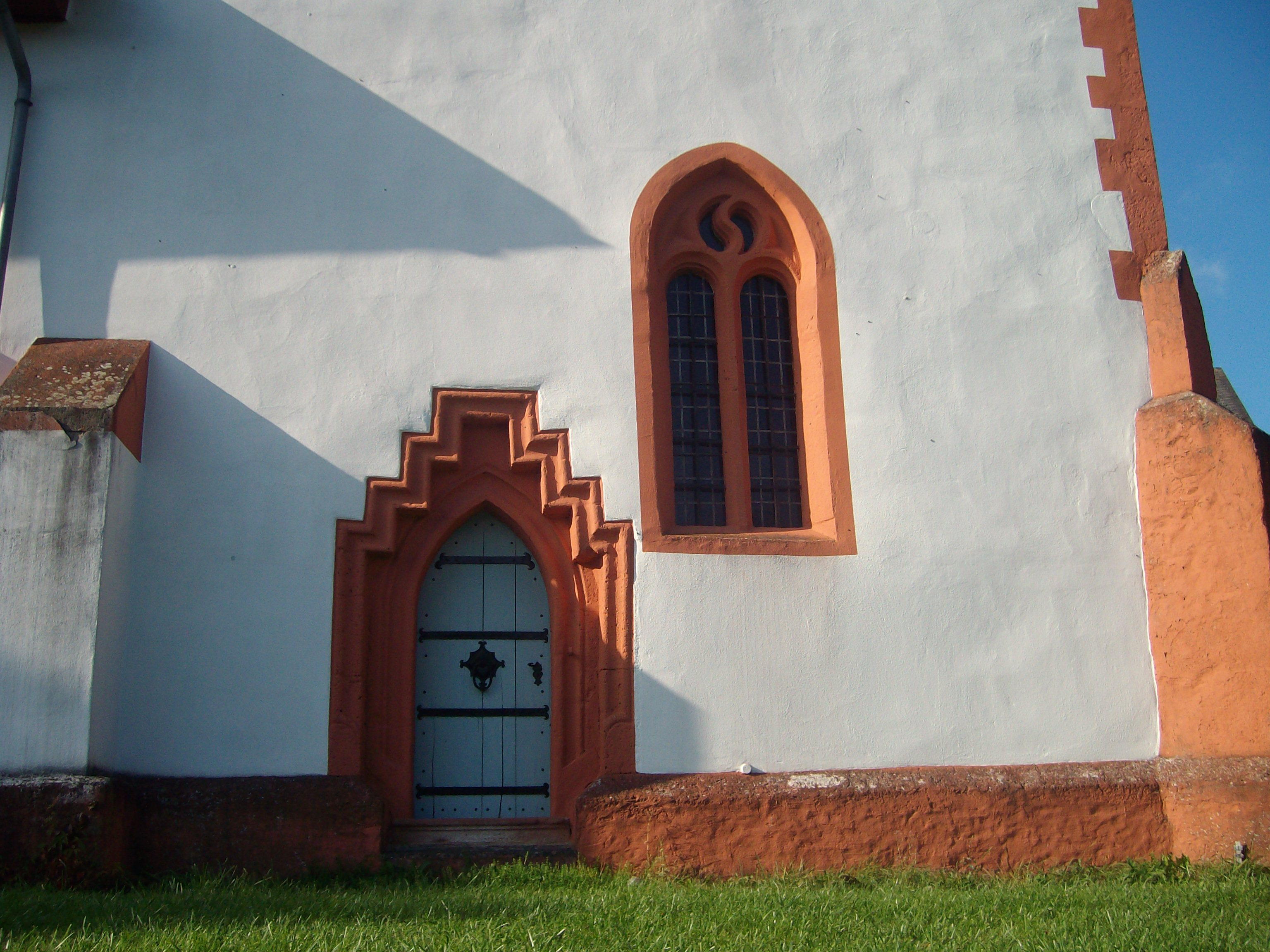
Südportal mit abgetreppter Blendnische im Chorturm

Die weiß verputzte Saalkirche ist auf rechteckigem Grundriss, erhöht an einem Hang am nordöstlichen Ortsrand errichtet.
Der mächtige, quadratische, gotische Chorturm, der zwischen 1250 und 1270 entstand, hat ein Zeltdach mit Schallgauben für die Glocken, an der Spitze Turmknauf, Kreuz und Wetterhahn. Er ist gleich breit wie das Kirchenschiff. Der massiv gemauerte Turmschaft ist weitgehend erhalten. Die Turmhalle hat ein Kreuzrippengewölbe mit breiten Birnstabrippen, die auf Spitzkonsolen ruhen. Die spitzbogenförmige Öffnung des Südportals, das ursprünglich als Priesterpforte diente, ist von einem Steingewände mit Blendnische in der ungewöhnlichen Form eines Staffelgiebels gerahmt. Die drei Spitzbogenfenster im Erdgeschoss haben zweibahniges, frühgotisches Maßwerk und Gewände aus rotem Sandstein, die drei Fenster im Obergeschoss, dem ursprünglichen Glockengeschoss, gekuppelte Schallöffnungen. An der Südseite befindet sich rechts neben dem Schallfenster das schwarze Ziffernblatt der Turmuhr von 1908 mit vergoldeten Zeigern. Der Chorturm hat ein Zeltdach mit Schallgauben an allen vier Seiten. Die Glockenstube beherbergt ein Dreiergeläut, das im Jahr 1980 gegossen wurde. Turmknauf, Kreuz und Wetterhahn bilden den Abschluss. Für einen Turmumgang gibt es keinen Hinweis.
Das heutige, im Kern mittelalterliche Langhaus auf rechteckigem Grundriss stammt von einem späteren Umbau. Das Satteldach über dem Schiff hat im Westen einen Schopfwalm. Der Kirchenraum wird durch hohe Rechteckfenster belichtet und ein abgestuftes Westportal (Mitte 13. Jahrhundert) aus profiliertem Lungstein erschlossen. Ein schlichter, spitzbogiger Südeingang wird heute innen durch eine ausrangierte Glocke versperrt. Zwei schmale Spitzbogenfenster in der Südwand und ein vermauertes in der Nordwand  stammen aus dem ursprünglichen Bau. An den Ecken der Westseite sind zwei diagonal gestellte Strebepfeiler aus Lungsteinquadern erhalten, wie auch mittig an der Südseite ein abgetreppter sowie im Westen der südlichen Turmwand ein niedriger. An der Nordseite ist eine kleine Sakristei angebaut, deren östliche Tür aus dem 17. Jahrhundert stammt. Der Innenraum hat seit 1930 eine getäfelte Holzdecke. Westlich schließt sich ein Querschiff aus Bruchsteinmauerwerk mit Walmdach an. Es erhält unten durch zwei querrechteckige und oben durch zwei quadratische Fenster mit Sprossengliederung Licht. Heute dient der Anbau als Treppenaufgang zum Turm und Aufstellungsort für Grabplatten und Grabsteine, die während der Renovierung 1830 gefunden wurden.

## Ausstattung

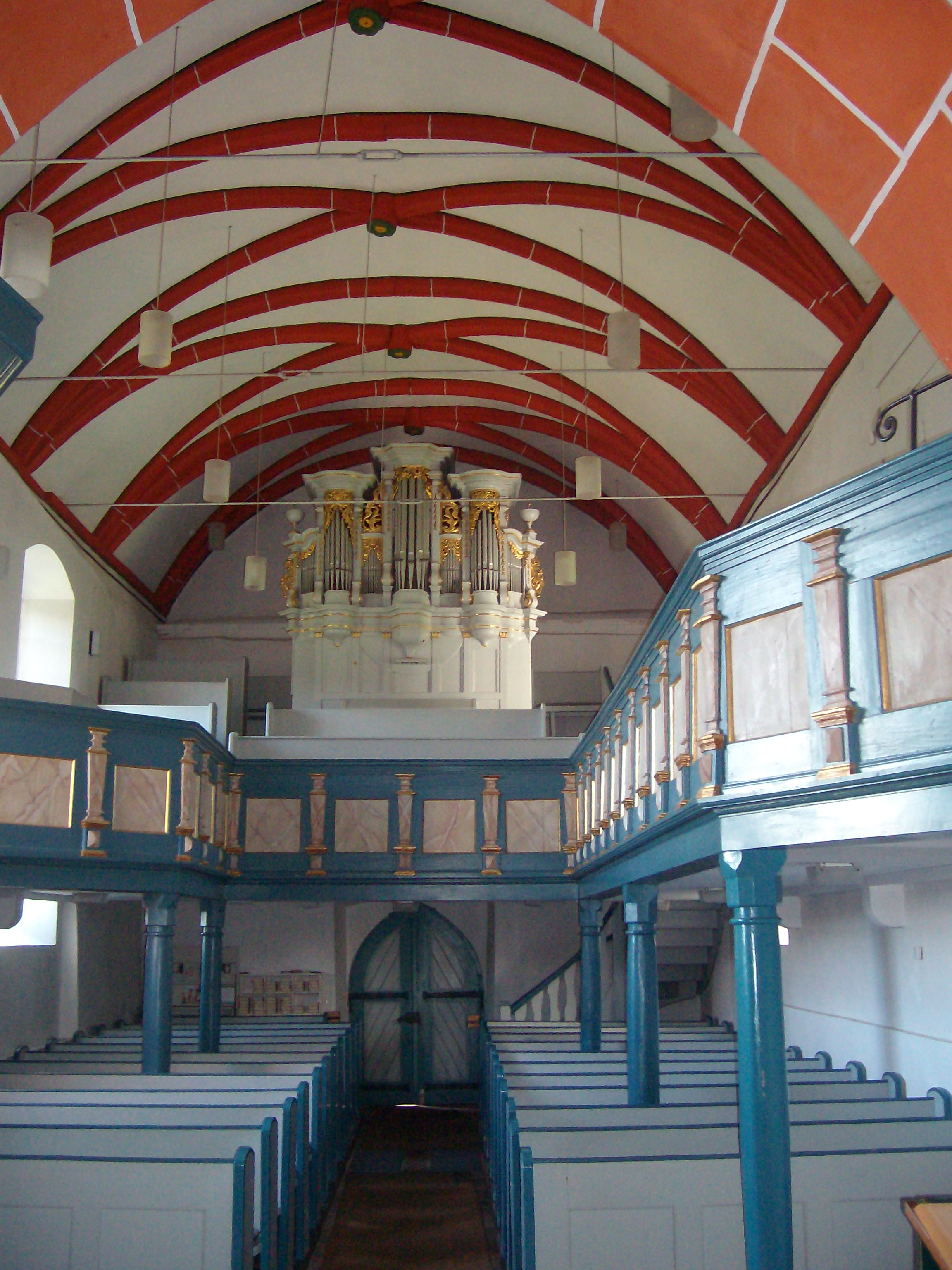
Innenraum Richtung Westen

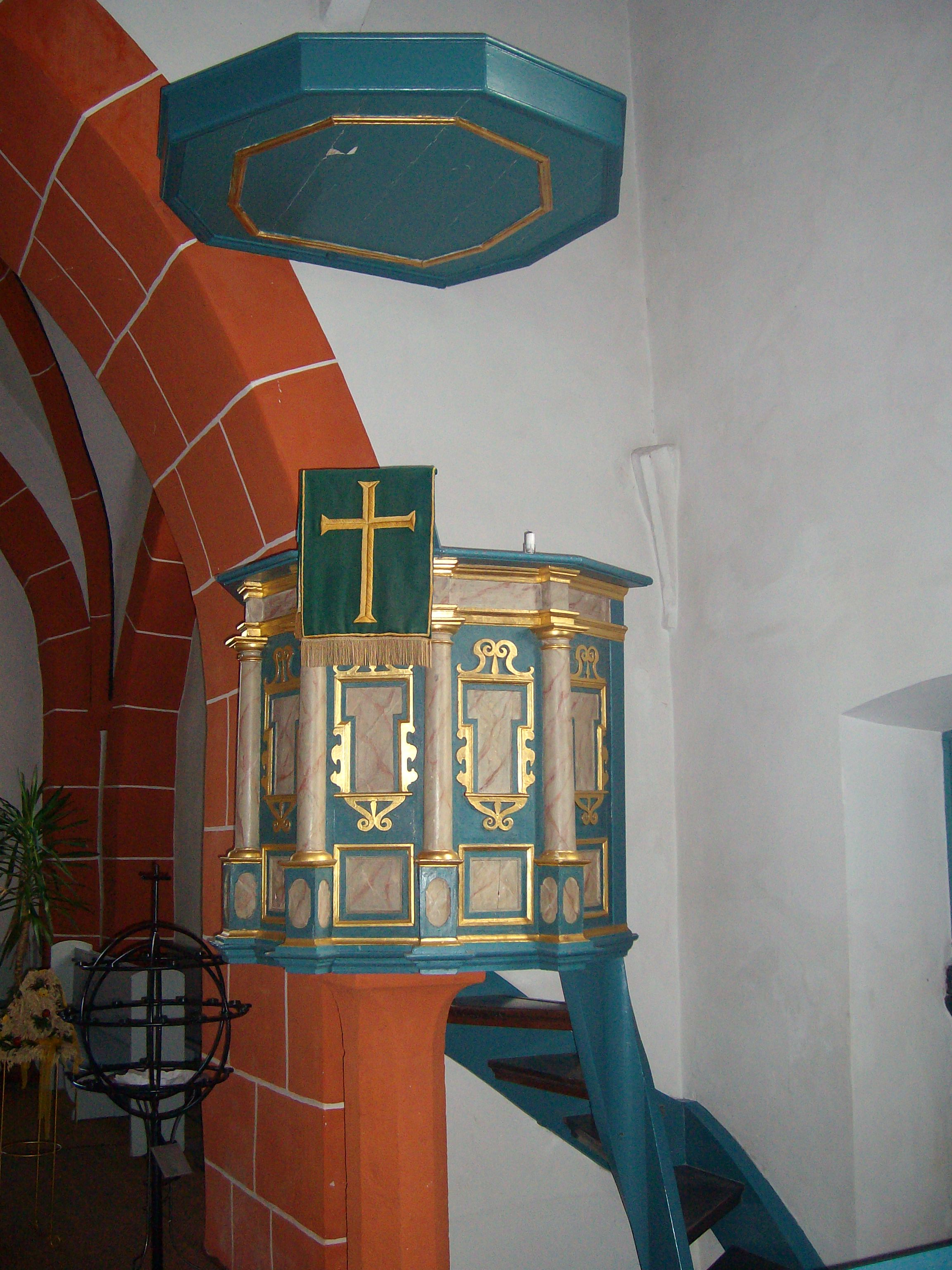
Kanzel

Der Innenraum des Langhauses wird von einer Holztonne des 17. Jahrhunderts mit rot bemalten, profilierten Holzrippen überwölbt. Drei Zugstangen verstärken die Dachbinder. Die Rippenansätze von einem früheren, gemauerten Gewölbe sind erkennbar. Die dreiseitig umlaufende Empore aus dem 17. Jahrhundert in blauer Fassung wird von runden Holzsäulen getragen. Die Füllungen der Emporenbrüstungen sind marmoriert und werden durch Pilaster gegliedert.
Die polygonale, hölzerne Kanzel mit schlichtem Schalldeckel stammt aus der Mitte des 17. Jahrhunderts. Sie ruht auf einem steinernen Fuß. Die Kanzelfelder haben T-förmige und quadratische, marmorierte Füllungen zwischen Dreiviertelsäulen. Der Blockaltar wird von einer Platte abgeschlossen und hat als Altarkreuz ein hölzernes Kruzifix des Dreinageltypus, das 1860 gestiftet wurde. Ein romanisches Bronzekruzifix, das um 1180 geschaffen wurde, befindet sich seit 1997 im Herzog Anton Ulrich-Museum in Braunschweig.
In der Nordwand des Chors ist eine kleine Sakramentsnische mit einer schmiedeeisernen Tür und einem Wimperg aus rotem Sandstein (um 1300) eingelassen, die Giebelschrägen mit floralen Ornamenten und das Giebelfeld mit einer fünfblättrigen Blüte. Eine Piscina mit Gewände aus rotem Sandstein und einer gleichen Blüte befindet sich unter dem Ostfenster, eine schlichte Nische für das Aquamanile mit einer Holztür weiter rechts.

## Orgel

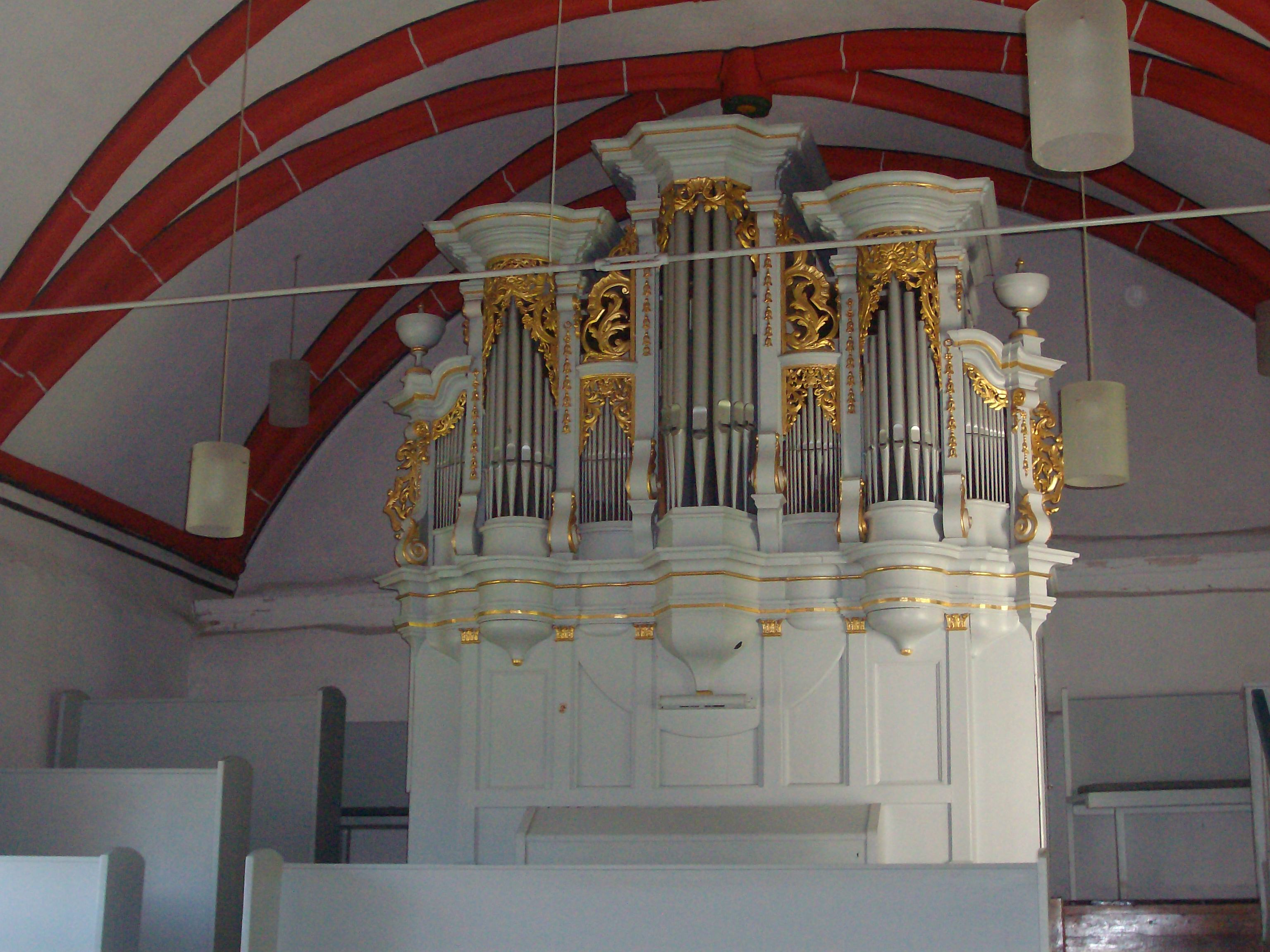
Rokoko-Orgel

Die Gemeinde schaffte 1775 eine Orgel an. Die heutige Orgel des späten Rokoko wurde 1886 von Geinsheim am Rhein erworben, als dort eine neue Kirche errichtet wurde. Franz Xaver Ripple hatte das Werk im Jahr 1809 geschaffen. Johann Georg Förster stellte die seitenspielige Orgel auf einem neuen Standort in der Emporenbrüstung auf und erneuerte das Register Salicional 8′ und die Bälge. Im Jahr 1968 setzte Werner Bosch das Instrument auf der Empore zurück und baute ein neues Werk hinter dem historischen Prospekt, der wahrscheinlich von Johann Jakob Dahm stammt. Der Prospekt ist mit dem Rückpositiv von Dahm in der Weilburger Schlosskirche nahezu identisch. Bosch behielt einige alte Pfeifen bei. Für andere Register wurden weitere alte Register unbekannter Herkunft verwendet.
Das vorderspielige Werk verfügt über mechanische Schleifladen und neun Register, die auf einem Manual und Pedal verteilt sind. Der Prospekt in weißer Fassung wird durch Pfosten, die mit vergoldeten Girlanden verziert sind und oben und unten in Voluten enden, in sieben Achsen gegliedert. Der überhöhte, polygonale Mittelturm wird von zwei niedrigen, leicht konvexen Pfeifenfeldern flankiert, die zu zwei Rundtürmen überleiten. Außen schließen sich zwei Harfenfelder an, die von Vasen bekrönt werden und deren durchbrochene Seitenflügel vergoldet sind. Alle Pfeifenfelder schließen nach oben mit vergoldetem Schleierwerk ab. Das Gehäuse weist oben ein reich profiliertes Gesimse auf, während der untere, durchlaufende Gesimskranz Architrav, Fries und Kronleiste hat. Die Disposition lautet wie folgt:
| I Manual C–f3   |       |
| Gedackt         | 8′    |
| Salicional      | 8′    |
| Principal       | 4′    |
| Gedackt         | 4′    |
| Oktave          | 2′    |
| Sesquialtera II |       |
| Mixtur IV       | 1 ⁄3′ |

| Pedal C–d1 |     |
| Subbaß     | 16′ |
| Octavbaß   | 8′  |

- Koppeln: I/P